# The Holcroft Covenant (filme)
The Holcroft Covenant é um filme de 1985 baseado no livro de Robert Ludlum de mesmo titulo. O filme estrelando Michael Caine e dirigido por John Frankenheimer. O roteiro foi escrito por Edward Anhalt, George Axelrod, e John Hopkins.
A história se concentra no pai de Holcrof (um sócio de Adolf Hitler), que deixa uma fortuna para seu filho supostamente como indenização por certas irregularidades. Ele tenta usar o dinheiro para praticar irregularidades .

## Recepção
O filme tem principalmente críticas negativas. A Variety disse que sua produção problemática resultou em um filme que tem "uma narrativa confusa deficiente em emoções ou plausibilidade".

## Elenco
- Michael Caine... Noel Holcroft
- Anthony Andrews... Johann von Tiebolt/Jonathan Tennyson
- Victoria Tennant... Helden von Tiebolt/Helden Tennyson
- Lilli Palmer... Althene Holcroft
- Mario Adorf... Erich Kessler/Jürgen Maas
- Michael Lonsdale... Manfredi
- Bernard Hepton... Leighton
- Shane Rimmer... Lieutenant Miles
- Alexander Kerst... General Heinrich Clausen
- Michael Wolf... General Erich Kessler
- Richard Münch... Oberst (as Richard Munch)